# Tower Palace 1 Tower B
 (janvier 2023).
La Tower Palace 1 Tower B est un gratte-ciel résidentiel de Séoul.
Il mesure 234 m pour 66 étages.